# Help (Get me some help)
Help! Ayúdame is een lied geschreven door Daniel Vangarde (muziek/tekst) en Nelly Byl (tekst).

## Versies
In de loop der jaren verscheen het lied in verschillende talen en versies door onder meer:
- 1971: Help (Get me some help) door Tony Ronald
- 1971: Help, dan roep ik help door Kalinka (meest obscure versie)
- 1971: Elle je ne veux qu'elle door Ringo
- 1971: Vem Me Ajudar door The Fevers
- 1971: Help door Jack White
- 1971: Et eneste liv door Grethe Ingmann
- 1973: Help door Nina & Mike
- 1980: Help (Get me some help) door Ottawan
- 1983: Help (lieveling help) door Blitz
- 1988: Mooi, 't leven is mooi door Will Tura
- 1993: Švieski Man Vėl door Stasys Povilaitis
- 1994: Wonderful days door Charly Lownoise & Mental Theo (sample)
- 1995: Wonder door DJ Cerla & Moratto
- 2006: Wonderful days door Rave Allstars (sample)
- 2008: Wonderful days door DJ Liberty (sample)
- 2010: No Changes door Mention (sample Italo Disco, Feratho)
- 2010: Another Day door DJ Manian
- 2011: Help! Ayúdame door Daniel Diges
- 2011: Mooi, het leven is mooi door The Sunsets
- 2012: Wonderful days door Miss Montreal (sample)
- 2012: Wonderful days door Franky Tunes (sample)
- 2012: Vol gas! Vol gas! Volle kracht! door de Pita Boys

## Tony Ronald
De eerste die er succes mee had was Tony Ronald. Hij zong dat nummer onder de titel Help! Ayúdame tijdens het Festival del Atlantico op Tenerife in 1971 als afvaardiging van Nederland. Hij won niet alleen een festival, maar kreeg ook de prijs van de jury. Ronald had voornamelijk succes met de Engelstalige versie Help (Get me some help).

### Hitnotering

#### Nederlandse Top 40
| Positie: | 31 | 20 | 12 | 7 | 6 | 6 | 10 | 14 | 24 | 31 | uit |

#### NederlandseDaverende 30
| Positie: | 26 | 18 | 10 | 6 | 4 | 6 | 9 | 15 | 22 | uit |

#### BelgischeBRT Top 30
| Positie: | 27 | 21 | 13 | 6 | 4 | 3 | 3 | 1 | 4 | 7 | 14 | 19 | uit |

#### VlaamseUltratop 30
| Positie: | 29 | 27 | 14 | 7 | 4 | 3 | 3 | 3 | 3 | 3 | 7 | 10 | 17 | 24 | uit |

#### NPO Radio 2 Top 2000
Help (Get me some help) stond alleen in 2000 in de NPO Radio 2 Top 2000, op plek 1965.